# Gephyromantis atsingy
Gephyromantis atsingy is een kikker uit de familie gouden kikkers (Mantellidae). De soort werd voor het eerst wetenschappelijk beschreven door Crottini, Glaw, Casiraghi, Richard R. Jenkins, Vincenzo Mercurio, Christian Randrianantoandro, Jasmin Randrianirina en Franco Andreone in 2011. De soort behoort tot het geslacht Gephyromantis.
De kikker is endemisch in Madagaskar. De soort komt voor in Tsingy de Bemaraha.
Vier mannelijke exemplaren hadden een lengte van 31,3 tot 39,8 millimeter en 12 vrouwelijke exemplaren hadden een lengte tussen de 33,9 en 43,4 millimeter.